# Junta Nacional de Seguretat en el Transport
La Junta Nacional de Seguretat en el Transport (en anglès: National Transportation Safety Board; acrònim: NTSB) és una organització independent del Govern dels Estats Units que es dedica a la investigació d'accidents automobilístics, d'aviació i marins en aquest país. El Congrés dels Estats Units li ha encarregat que investigui tots els accidents de l'aviació civil dins dels Estats Units, així com accidents significatius en altres mitjans de transport. També està encarregada d'investigar els casos de substàncies perilloses que alliberen els mitjans de transport. La seu de la NSTB és a Washington DC.